# Santiago Rivas
Pour les articles homonymes, voir Rivas.
Santiago Rivas (Buenos Aires, 1977) est un journaliste argentin spécialisé dans l'aviation militaire et connu pour ses livres et articles sur l'aviation latino-américaine du XXe siècle. Parmi ses écrits figurent les livres Brazilians at War, Air War over the Putumayo et Skyhawks Over the South Atlantic, pour la collection Latin America@War Series.

## Biographie
Santiago Rivas est né à Buenos Aires et est diplômé en journalisme en 2002 de l'Université pontificale catholique d'Argentine. Il a commencé à écrire en 1997, à l'âge de 20 ans, sur des sujets liés à l'aviation et à la défense en tant que journaliste et photographe. Depuis lors, il a publié ses articles dans plus de 70 médias différents à travers le monde, notamment des articles et des livres. Il se spécialise actuellement dans les questions d’aviation et de défense latino-américaines, tant historiques que récentes. En 2007, il publie son premier livre sur la guerre des Malouines pour un éditeur brésilien. Depuis lors, 24 autres livres ont été publiés dans le monde en Argentine, au Brésil, en France, en Allemagne et au Royaume-Uni ; en plus d'articles publiés dans plus de 50 magazines dans 20 pays, travaillant pour plus de 20 de ces magazines en même temps,.
Santiago a trois enfants et vit à Buenos Aires. Il continue de voyager chaque année dans la plupart des pays d'Amérique latine pour mener à bien ses travaux de recherche. Il est directeur du site Internet Pucará Defensa et du magazine d'aviation militaire Pucará.